# 9. podmorniška flotilja (Wehrmacht)
Za druge 9. flotilje glejte 9. flotilja.
9. podmorniška flotilja je bila bojna podmorniška flotilja v sestavi Kriegsmarine med drugo svetovno vojno.

## Baze
- oktober 1941 - september 1944: Brest

## Podmornice
Razredi podmornic
- VIIC, VIIC41 in VIID

Seznam podmornic
- U-89, U-90, U-91, U-92, U-210, U-211, U-213, U-214, U-215, U-216, U-217, U-218, U-230, U-232, U-240, U-244, U-248, U-254, U-256, U-273, U-279, U-282, U-283, U-284, U-293, U-296, U-302, U-309, U-317, U-347, U-348, U-365, U-377, U-383, U-388, U-389, U-403, U-407, U-408, U-409, U-412, U-421, U-425, U-438, U-443, U-447, U-450, U-473, U-480, U-482, U-591, U-595, U-604, U-605, U-606, U-621, U-631, U-633, U-634, U-638, U-659, U-660, U-663, U-664, U-709, U-715, U-739, U-744, U-755, U-759, U-761, U-762, U-764, U-771, U-772, U-951, U-954, U-955, U-966, U-979, U-984, U-989, U-997, U-1165

## Poveljstvo
Poveljnik
- Kapitanporočnik Jürgen Oesten (oktober 1941 - februar 1942)
- Kapitan korvete Heinrich Lehmann-Willenbrock (maj 1942 - september 1944)